# El Porvenir, Ozuluama de Mascareñas
El Porvenir är en ort i Mexiko.   Den ligger i kommunen Ozuluama de Mascareñas och delstaten Veracruz, i den östra delen av landet, 300 km nordost om huvudstaden Mexico City. El Porvenir ligger 24 meter över havet och antalet invånare är 120.
Terrängen runt El Porvenir är platt. Havet är nära El Porvenir österut.  Närmaste större samhälle är Potrerillos, 14,8 km söder om El Porvenir. 